# Катагощина, Нина Алексеевна
Нина Алексеевна Катагощина (1908—1994) — советский и российский филолог, доктор филологических наук (1956), профессор (1957), специалист по истории и фонологии романских языков. Автор свыше десяти монографий по сравнительной романистике, словообразованию, фонетике, фонологии и истории французского языка. Автор классического учебника по истории французского языка (в соавторстве с К.А. Аллендорф и М.М. Гурычевой).

## Биография
Родилась в Москве в семье врачей, выходцев из священнических родов (Катагощиных и Сперанских). Закончила этнографический факультет (литературное отделение) 1-го МГУ в 1930 г., училась на курсах иностранных языков (быших "Степановских" и при Французской светской миссии в Москве). В 1935 г. поступила и в 1938 г. окончила аспирантуру 1-го МГПИИЯ. С 1938 по 1941 г. - там же - преподаватель, затем - доцент кафедры романской филологии (история французского языка). В 1940 г. защитила диссертацию на степень кандидата филологических наук. С конца 1941 по август 1943 - в эвакуации, работала в вузах Красноярска и Ленинграда. С сентября 1943 г. снова работает в МГПИИЯ. В 1954 году защитила докторскую диссертацию на тему «О соотношении литературного языка и диалектов в старофранцузский период (до XIII в.). (К изучению проблемы формирования общефранцузского письменного литературного языка)». В 1956 г. утверждена профессором кафедры грамматики и истории французского языка 1-го МГПИИЯ  (ВАК - 1957 г.).
Преподавала в Московском государственном институте иностранных языков (1-й МГПИИЯ) (1938-1941; 1943-1964), во 2-м МГПИИЯ (1940-1941), в 1963—1974 гг. руководила сектором романской филологии в Институте языкознания АН СССР. С 1974 по 1994 гг. была профессором кафедры романской филологии МОПИ-МПУ-МГОУ.
В 1946 г. награждена медалью "За доблестный труд в Великой Отечественной войне", в 1953 г. - медалью "За трудовую доблесть", в 1987 году - медалью «Ветеран труда».